# Sergej Rožkov (sciatore)
Sergej Leonidovič Rožkov (in russo Сергей Леонидович Рожков?; Murmansk, 1º aprile 1972) è un allenatore di biathlon ed ex biatleta russo.

## Biografia

### Carriera sciistica
In Coppa del Mondo ottenne il primo risultato di rilievo il 7 dicembre 1995 a Östersund (15°) e la prima vittoria, nonché primo podio, il 7 marzo 1996 a Pokljuka. Nel 2000-2001 vinse la Coppa del Mondo di individuale.
In carriera prese parte a due edizioni dei Giochi olimpici invernali, Salt Lake City 2002 (51° nella sprint, 27° nell'inseguimento, 12° nell'individuale, 4° nella staffetta) e Torino 2006 (20° nella partenza in linea), e a dieci dei Campionati mondiali, vincendo sei medaglie.

### Carriera da allenatore
Dopo il ritiro è diventato allenatore dei biatleti nei quadri della nazionale russa.

## Palmarès

### Mondiali
- 6 medaglie:
  - 1 oro (staffetta[2] a Oslo/Lahti 2000)
  - 4 argenti (gara a squadre[2] a Ruhpolding 1996; staffetta[2] a Kontiolahti/Oslo 1999; staffetta[2] a Chanty-Mansijsk 2003; staffetta[2] a Hochfilzen/Chanty-Mansijsk 2005)
  - 1 bronzo (gara a squadre[2] a Pokljuka/Hochfilzen 1998)

### Coppa del Mondo
- Miglior piazzamento in classifica generale: 5º nel 2005
- Vincitore della Coppa del Mondo di individuale nel 2001
- 44 podi (20 individuali, 24 a squadre[1]), oltre a quelli ottenuti in sede iridata e validi anche ai fini della Coppa del Mondo:
  - 10 vittorie (4 individuali, 6 a squadre)
  - 11 secondi posti (4 individuali, 7 a squadre)
  - 23 terzi posti (12 individuali, 11 a squadre)

#### Coppa del Mondo - vittorie
| Data             | Località                  | Nazione            | Spec.                                                       |
| ---------------- | ------------------------- | ------------------ | ----------------------------------------------------------- |
| 7 marzo 1996     | Pokljuka                  | Slovenia           | IN                                                          |
| 21 dicembre 1997 | Kontiolahti               | Finlandia          | RL (con Vladimir Dračëv, Tarasov e Pavel Rostovcev)         |
| 28 febbraio 1999 | Lake Placid               | Stati Uniti        | RL (con Viktor Majgurov, Vladimir Dračëv e Pavel Rostovcev) |
| 23 gennaio 2000  | Anterselva                | Italia             | RL (con Viktor Majgurov, Pavel Rostovcev e Vladimir Dračëv) |
| 14 dicembre 2000 | Osrblie/Anterselva        | Slovacchia/ Italia | IN                                                          |
| 20 dicembre 2002 | Osrblie                   | Slovacchia         | RL (con Viktor Majgurov, Pavel Rostovcev e Sergej Čepikov)  |
| 11 gennaio 2003  | Oberhof                   | Germania           | RL (con Viktor Majgurov, Pavel Rostovcev e Sergej Čepikov)  |
| 19 dicembre 2003 | Osrblie                   | Slovacchia         | SP                                                          |
| 11 febbraio 2005 | Torino Cesana San Sicario | Italia             | SP                                                          |
| 10 dicembre 2006 | Hochfilzen                | Austria            | RL (con Ivan Čerezov, Dmitrij Jarošenko e Maksim Čudov)     |

Legenda:

IN = individuale

SP = sprint

RL = staffetta